# Bilan sédimentaire

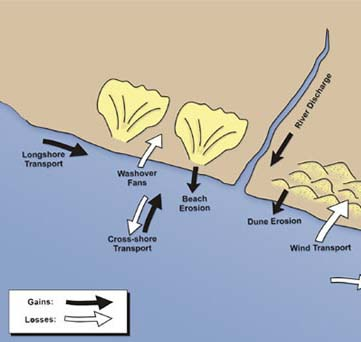
Diagramme illustrant le bilan sédimentaire des plages qui peut être équilibré (plages stables), excédentaire (accrétion ou progradation des plages qui s'engraissent) ou déficitaire (érosion des plages qui dégraissent ou démaigrissent).

Le bilan sédimentaire, appelé aussi budget sédimentaire, est le bilan des apports et des pertes de sédiments dans une zone donnée d'un littoral, d'un lac ou d'un cours d'eau.

## Géomorphologie littorale
Les recherches en géomorphologie littorale et en sédimentologie littorale étudient notamment les provinces sédimentaires, portions du rivage de plusieurs centaines de kilomètres en moyenne, qui sont délimitées sur la base d'une certaine homogénéité des processus d'évolution du trait de côte par rapport aux provinces adjacentes. Le bilan sédimentaire de ces provinces présente les sources d'apport et de départ des sédiments, à partir desquelles le compartimentage de la côte s'effectue suivant le concept de cellule hydrosédimentaire  (également appelée système, unité, compartiment sédimentaire ou cellule de transit littoral) qui est un découpage conceptuel d'une province en compartiments plus ou moins indépendants les uns des autres en termes de transit sédimentaire. Ce compartiment se définit comme un segment de côte où le transport de sédiment n'est pas interrompu, pouvant ainsi être étudié de manière autonome. Il est séparé des secteurs voisins par des limites plus ou moins étanches, frontières qui peuvent être fixes (caps rocheux, embouchures, ports, ouvrages d'ingénierie côtière construits dans un but de fixation du trait de côte ou de lutte contre les effets locaux de l'érosion…) ou mobiles (dunes, falaises meubles, limite d'action des houles, point d'inversion de la dérive littorale…),. Les sédimentologues admettent classiquement qu'une source de sédiments (apport par un fleuve, une plage ou falaise en érosion, par des matériaux d'origine biologique tels que des coquillages, des fragments de coraux et des squelettes des micro-organismes marins, par un rechargement sédimentaire), une zone de transport et un puits (perte de sédiments dans un secteur en accrétion, un canyon sous-marin, une jetée portuaire, migration de bancs de sable ou de dunes côtières, rollover, dépôt dans les baies et les estuaires) se succèdent à l'intérieur d'une cellule sédimentaire. « En tout état de cause, dans un même compartiment affecté par un déficit sédimentaire, les plages situées à l'aval, dans le sens de la dérive littorale résultante, sont logiquement plus favorisées que celles localisées plus en amont puisque le blocage du transit a pour résultat un dépôt de sédiments ».